# Ich liebe jede Stunde
Ich liebe jede Stunde ist das Jubiläums-Album zum 25-jährigen Bestehen der deutschen Rockgruppe Karat aus dem Jahr 2000.

## Inhalt
Ich liebe jede Stunde besteht zum größten Teil aus einer Auswahl alter Hits aller vorhergegangener Studio-Alben (mit Ausnahme von Karat 91) der Gruppe, ist aber keine reine Best-Of-Sammlung. Auf dem Tonträger wurden vier komplett neue Songs (Das kann niemand so wie Du, Wo bist Du?, Kleine Dinge und Lass das Licht herein) und drei Neuversionen von alten Liedern (Jede Stunde, Glocke Zweitausend und Schwanenkönig) mit veröffentlicht. Die neuen Titel sind von Herbert Dreilichs eigenem Schicksal, nämlich seinem Schlaganfall, geprägt und zeugen in ihrer optimistischen Stimmung von seiner neu gewonnenen Einstellung zum Leben. Das Album erschien als normales CD-Album mit 18 Tracks sowie auch als limitierte Doppel-CD-Edition im Digipack mit zusätzlichen 14 Songs. Das Artwork von Ich liebe jede Stunde beinhaltet viele Bilder aus den 25 Jahren der Bandgeschichte sowie eine Chronik, in der wichtige Stationen des Werdegangs der Gruppe vermerkt sind.
Als Single wurde das Remake Ich liebe jede Stunde mit der Originalversion Jede Stunde ausgekoppelt.

## Besetzung
- Herbert Dreilich (Gesang)
- Martin Becker (Keyboards)
- Bernd Römer (Gitarre)
- Michael Schwandt (Schlagzeug, Perkussion)
- Christian Liebig (Bassgitarre)
- Ulrich „Ed“ Swillms (Keyboards)
- Henning Protzmann (Bassgitarre)
- Thomas Kurzhals (Keyboards)
- Hans-Joachim „Neumi“ Neumann (Backgroundgesang)

## Titelliste
| CD 1 1. Ich liebe jede Stunde (Swillms/Kaiser, Dreilich) (4:03) (Remake 2000) 2. Das kann niemand so wie Du (Virch/Virch) (3:05) 3. Wo bist Du? (Dreilich/Dreilich) (4:41) 4. Lass das Licht herein (Dreilich/Dreilich) (3:31) 5. Kleine Dinge (Dreilich/Dreilich) (3:25) 6. Glocke 2000 (Dreilich/Kaiser) (3:52) (Remake 2000) 7. König der Welt (Swillms/Demmler) (5:35) 8. Über sieben Brücken (Swillms/Richter) (3:27) (Duett mit Peter Maffay) 9. Der blaue Planet (Swillms/Kaiser) (5:21) 10. Blumen aus Eis (Swillms/Kaiser) (3:42) 11. Mich zwingt keiner (Swillms, Dreilich/Kaiser) (3:19) 12. Die fünfte Jahreszeit (Swillms, Dreilich/Kaiser, Dreilich) (4:42) 13. Der achte Tag (Becker/Dreilich) (4:43) 14. Geburtstagslied (Dreilich, Becker/Dreilich) (2:11) 15. Kein Wort (Becker/Dreilich) (3:01) 16. Ganz egal (Becker/Dreilich) (3:29) 17. Der Ozean (Dreilich/Dreilich) (3:12) 18. Der Schwanenkönig (Swillms/Kaiser) (5:11) (Remake 2000) | CD 2 1. Kalter Rauch (Dreilich/Kaiser, Dreilich) (4:13) 2. Gewitterregen (Swillms/Kaiser) (4:20) 3. Tanz mit mir (Swillms/Kaiser, Dreilich) (4:50) 4. Falscher Glanz (Swillms/Kaiser, Dreilich) (4:21) 5. Der Fahrradverkäufer (Swillms, Dreilich/Kaiser, Dreilich) (3:38) 6. Marionetten (Swillms/Kaiser) 7. Und ich liebe Dich (Dreilich/Dreilich) (3:49) 8. Märchenzeit (Swillms/Demmler) (3:53) 9. He, Manuela (Swillms, Dreilich/Dreilich) (4:50) (Kinderlied) 10. Auf den Meeren (Swillms/Demmler) (5:59) 11. Der Albatros (Swillms/Kaiser) (7:57) 12. Das Narrenschiff (Swillms/Kaiser) (4:54) 13. Magisches Licht (Swillms/Kaiser) (4:59) 14. Hab’ den Mond mit der Hand berührt (Kurzhals/Dreilich) (3:45) |